# Oltcit Club
Oltcit Club – rumuński samochód osobowy produkowany w Krajowej w latach 1982–1996.

## Historia i opis pojazdu

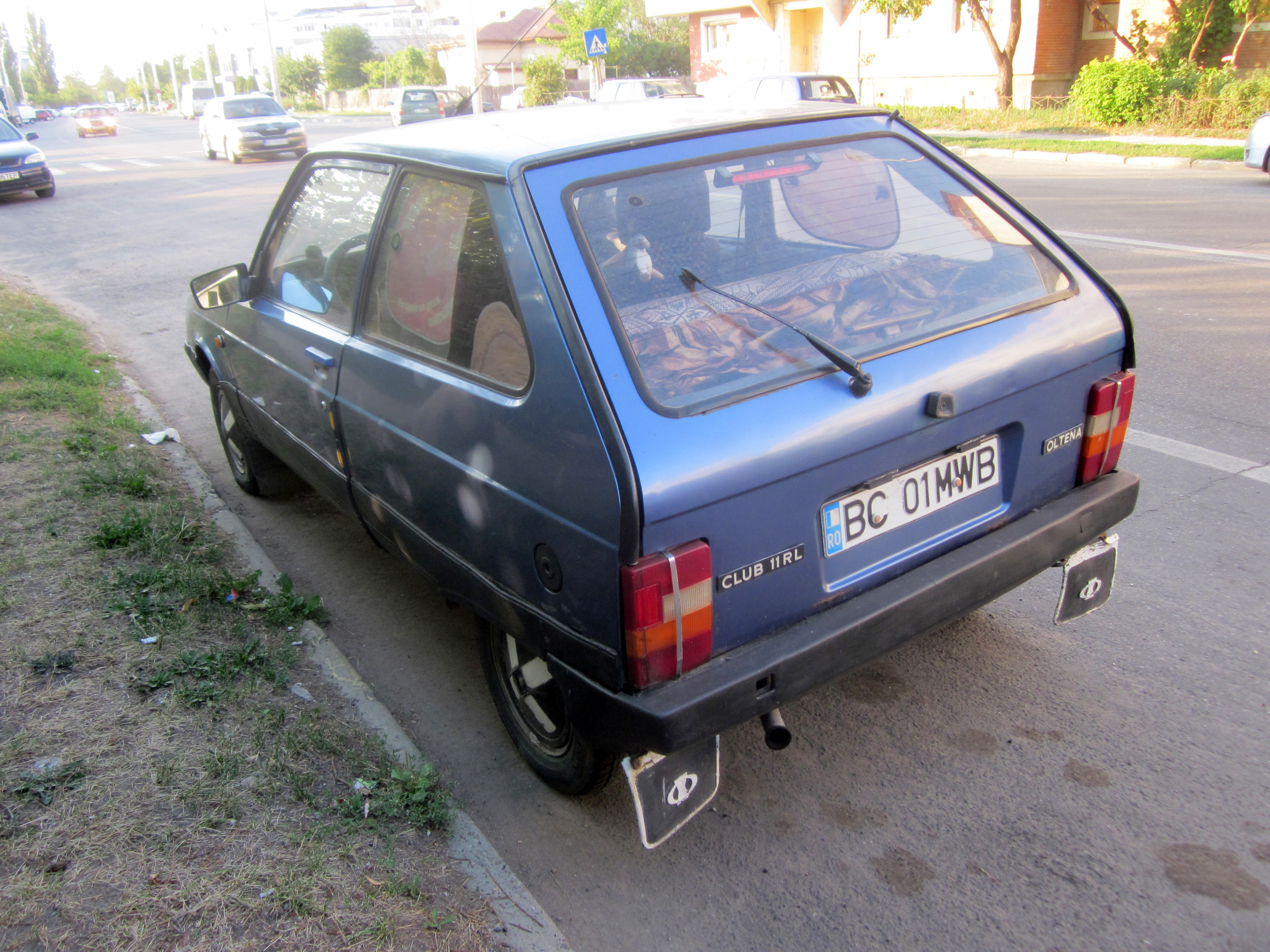
Oltcit Club 11RL – tył samochodu

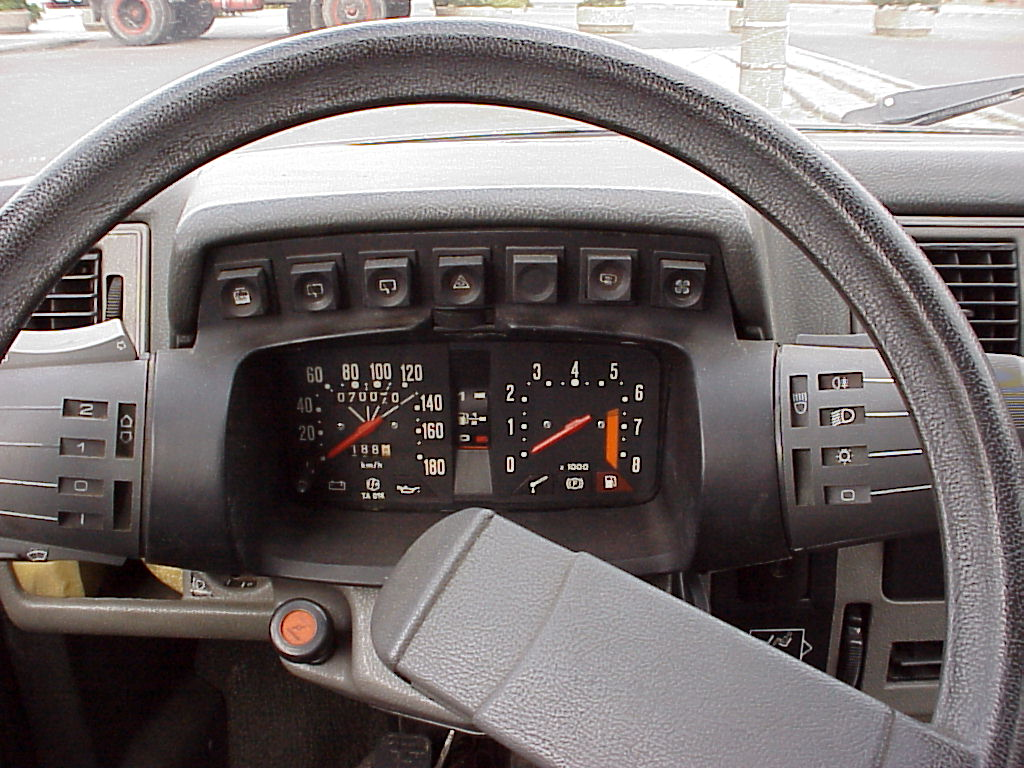
Oltcit Club – deska rozdzielcza

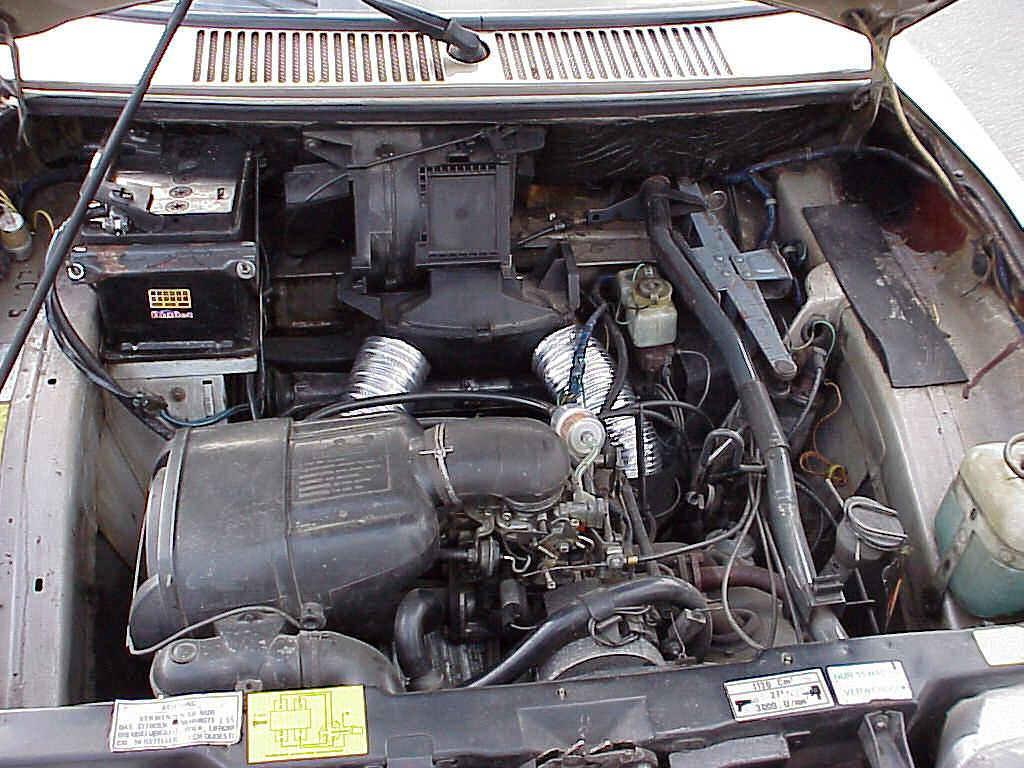
Oltcit Club 11 – silnik

Oltcit Club był rozwinięciem projektu Citroën Y-2 zapoczątkowanego w 1972 roku, który początkowo miał być Citroënem Visa. Prototyp posiadał chłodzony powietrzem czterocylindrowy silnik pochodzący od Citroëna GS, jednak po fuzji Citroëna z Peugeotem (koncern PSA) zadecydowano o zastosowaniu nowocześniejszego silnika pochodzącego z Peugeota 104. Projekt Y-2 zapoczątkował jednak nowy samochód dla wschodniej Europy – Oltcit Club. Samochód ten napędzany był silnikiem o pojemności 652 cm³ i mocy 36 KM, dostarczonym z Citroëna 2CV lub czterocylindrowym silnikiem typu „bokser” o pojemnościach 1129 i 1299 cm³ (odpowiednio 57 i 63 KM mocy) przejętym z Citroëna GSA, z niewielkimi zmianami (zapłon bez modułu elektronicznego i brak pompy LHM). Pomimo podobieństwa Oltcita do Citroëna Visa, posiadał on inną płytę podłogową oraz silniki.
Produkcja seryjna samochodu Oltcit Club rozpoczęła się w roku 1982. Pierwsze samochody zmontowano z francuskich części. W roku 1987 udział części francuskich stanowił jeszcze około 60%, lecz w roku 1989 uległ znacznemu zmniejszeniu, wskutek zastosowania w samochodach Oltcit rumuńskiej 4-biegowej skrzyni przekładniowej zamiast dotychczas stosowanej skrzyni produkcji francuskiej.
Stylistyka tego 3-drzwiowego hatchbacka odpowiadała ówczesnym standardom, jednakże zastosowane silniki były wrażliwe na zaniedbania w obsłudze, co powodowało, że większość z nich była głośna z powodu zużywających się szybko wałków rozrządu. Dzięki niewielkiej masie własnej samochód w swej najmocniejszej wersji rozpędzał się do 160 km/h.
Ostatnia wersja Oltcita Club produkowana była aż do połowy lat 90. Po wycofaniu się Citroëna w 1991 roku zmieniono nazwę fabryki na Automobile Craiova a nazwę samochodów na Oltena Club. W 1994 roku zakłady rozpoczęły współpracę z Daewoo, zmieniły nazwę na Rodae i rozpoczęły produkcję samochodów na licencji GM Daewoo. Ostatecznie produkcję Oltcita zakończono w 1996 roku.

### Prototypy
W zakładach Oltcit wyprodukowano kilka prototypów bez pomocy Citroëna: pięciodrzwiową wersję Oltcita, wersję kabrio, pick-up oraz prototyp zaprojektowany przez Franco Sbarro. Ten ostatni posiadał mocno kwadratowe, ale futurystyczne nadwozie oraz silnik pochodzący od Citroëna GSA. Mimo swej prostoty, żaden z tych modeli nie wszedł do produkcji seryjnej.

## Wersje
Samochody Oltcit były produkowane w następujących wersjach:
- Special – silnik o pojemności 652 cm³, brak obrotomierza, wycieraczki tylnej szyby oraz regulacji jasności oświetlenia licznika. Model ten posiadał zapłon elektroniczny.

- Club 11 – silnik o pojemności 1129 cm³, skrzynia czterobiegowa, najskromniejsze wyposażenie wnętrza i brak wycieraczki tylnej szyby.

- Club 11 R – silnik o pojemności 1129 cm³, skrzynia biegów czterobiegowa, bogatsze wyposażenie wnętrza (m.in. programator pracy przerywanej wycieraczki, ogrzewanie tylnej szyby, antena i głośniki, lampka do map), zderzaki metalowe oraz wycieraczka tylnej szyby.

- Club 11 RL – silnik o pojemności 1129 cm³, skrzynia biegów czterobiegowa, bogatsze wyposażenie wnętrza niż wersja 11 R, zderzaki i ozdobne listwy boczne z tworzywa sztucznego, zewnętrzne lusterka wsteczne sterowane z wnętrza pojazdu oraz wycieraczka tylnej szyby.

- Club 12 TRS – silnik o pojemności 1299 cm³, skrzynia biegów pięciobiegowa, wyposażenie wnętrza takie samo jak w wersji 11 RL, oraz dodatkowo zastosowano tylne boczne okna uchylne, pasy bezwładnościowe także na tylnych siedzeniach oraz wycieraczka tylnej szyby. Zazwyczaj były oferowane z felgami aluminiowymi oraz oponami Michelin TRX.

- Club 12 CS – wersja pick-up produkowana od 1993 do 1995 roku.

- Enterprise – z silnikami o pojemności 1129 cm³ lub 1299 cm³. Są to wersje towarowe z dwoma miejscami do siedzenia, z trzydrzwiowym nadwoziem i przestrzenią ładunkową uzyskaną dzięki wyeliminowaniu tylnych siedzeń.

## Dane techniczne
| Wersja  | Silnik:                      | Producent: | Średnica × skok tłoka: | St. sprężania: | Moc maksymalna:                    | Maks. moment obrotowy     | 0–100 km/h: | V-max:   |
| ------- | ---------------------------- | ---------- | ---------------------- | -------------- | ---------------------------------- | ------------------------- | ----------- | -------- |
| Special | Boxer 0,7 l (652 cm³), OHV   | Citroën    | 77,00 × 70,00 mm       | 9,0:1          | 33 KM (25 kW) przy 5250 obr./min   | 50 N·m przy 3500 obr./min | 22,4 s      | 120 km/h |
| 11      | Boxer 1,1 l (1129 cm³), SOHC | Citroën    | 74,00 × 65,6 mm        | 9,0:1          | 56 KM (42 kW) przy 6250 obr./min   | 79 N·m przy 3500 obr./min | 15,2 s      | 143 km/h |
| 12      | Boxer 1,3 l (1299 cm³), SOHC | Citroën    | 79,4 × 65,6 mm         | 8,7:1          | 61,5 KM (45 kW) przy 5500 obr./min | 96 N·m przy 3250 obr./min | 13,1 s      | 157 km/h |